# Luis Uchuari
Luis Uchuari (n. Loja, Ecuador; 6 de julio de 1992) es un futbolista ecuatoriano. Juega de mediocampista y su equipo actual es Gualaceo Sporting Club de la Serie B de Ecuador.

## Trayectoria
Empezó su carrera futbolística en el equipo lojano en el año 2012, se formó e hizo todas las formativas en Liga de Loja, la sub-14, la sub-16, la sub-18 y la sub-20 en 2008. Tuvo un paso por varios equipos de Segunda Categoría de la provincia de Loja.
Bajo el mando de Paúl Vélez tuvo su debut en el primer equipo en la máxima categoría del fútbol ecuatoriano el 15 de diciembre de 2012, en el partido por la clasificación a la Copa Sudamericana 2013 de la temporada 2012 ante Independiente del Valle, fue titular aquel partido que terminó en victoria lojana por 0–1. Marcó su primer gol en torneos nacionales con la garra del oso el 27 de octubre de 2019 en la fecha 32 del torneo de la Serie B 2019, convirtió el primer gol con el que Liga de Loja venció al Manta Fútbol Club como local por 2–1.
En 2014 jugó el torneo de Segunda Categoría provincial con el Club Deportivo El Volante, fue campeón en dicho campeonato, logrando así su primer título profesional en la categoría. Previamente en 2010 logró el título de campeón de la Serie B con Liga de Loja, además del consecuente ascenso a Serie A. El 2015 cambió al Club Deportivo Italia donde repitió el título de campeón provincial y avanzó a la fase zonal de Segunda Categoría.
En la temporada 2016 regresó a Liga de Loja, disputó algunos partidos de Serie B y Copa Ecuador siendo capitán y referente del equipo, fue parte del equipo que descendió al final de la campaña 2019. En 2020 fichó por Gualaceo Sporting Club de la LigaPro Banco Pichincha Pymes.
Es hermano mayor del también futbolista Jonny Uchuari.

## Estadísticas
- Actualizado al 16 de mayo de 2020.[10]

| Club           | Temporada     | Liga | Liga  | Copa | Copa  | Internacional | Internacional | Total | Total |
| Club           | Temporada     | PJ   | Goles | PJ   | Goles | PJ            | Goles         | PJ    | Goles |
| -------------- | ------------- | ---- | ----- | ---- | ----- | ------------- | ------------- | ----- | ----- |
| Liga de Loja   | 2007          | 13   | 0     | —    | —     | —             | —             | 13    | 0     |
| Liga de Loja   | 2008          | 30   | 9     | —    | —     | —             | —             | 30    | 9     |
| Liga de Loja   | 2009          | 17   | 0     | —    | —     | —             | —             | 17    | 0     |
| Liga de Loja   | 2010          | 26   | 1     | —    | —     | —             | —             | 26    | 1     |
| Liga de Loja   | 2011          | 16   | 0     | —    | —     | —             | —             | 16    | 0     |
| Liga de Loja   | 2012          | 29   | 1     | —    | —     | —             | —             | 29    | 1     |
| Liga de Loja   | 2013          | 24   | 6     | —    | —     | —             | —             | 24    | 6     |
| Liga de Loja   | 2016          | 25   | 0     | —    | —     | —             | —             | 25    | 0     |
| Liga de Loja   | 2017          | 6    | 0     | —    | —     | —             | —             | 6     | 0     |
| Liga de Loja   | 2018          | 30   | 0     | —    | —     | —             | —             | 30    | 0     |
| Liga de Loja   | 2019          | 14   | 1     | 2    | 0     | —             | —             | 16    | 1     |
| Liga de Loja   | Total         | 230  | 18    | 2    | 0     | —             | —             | 232   | 18    |
| El Volante     | 2014          | 21   | 7     | —    | —     | —             | —             | 21    | 7     |
| El Volante     | Total         | 21   | 7     | —    | —     | —             | —             | 21    | 7     |
| Italia F. C.   | 2015          | 15   | 3     | —    | —     | —             | —             | 15    | 3     |
| Italia F. C.   | Total         | 15   | 3     | —    | —     | —             | —             | 15    | 3     |
| Gualaceo S. C. | 2020          | 2    | 0     | 0    | 0     | —             | —             | 2     | 0     |
| Gualaceo S. C. | Total         | 2    | 0     | 0    | 0     | —             | —             | 2     | 0     |
| Total carrera  | Total carrera | 268  | 28    | 2    | 0     | —             | —             | 270   | 28    |

## Palmarés

### Campeonatos nacionales
| Título                    | Club         | País    | Año  |
| ------------------------- | ------------ | ------- | ---- |
| Serie B                   | Liga de Loja | Ecuador | 2010 |
| Segunda Categoría de Loja | El Volante   | Ecuador | 2014 |
| Segunda Categoría de Loja | Italia F. C. | Ecuador | 2015 |